# Rajon Aitmatow
Der Rajon Aitmatow ist ein Rajon des Oblus Talas in Kirgisistan mit 70.623 Einwohnern (Stand 2022). Das Verwaltungszentrum ist das Dorf Kysyl-Adyr. 1992 wurde er von Rajon Kirow in Rajon Karabuura umbenannt. Seit 2023 heißt er Rajon Aitmatow, nach dem bekanntesten Sohn des Gebiets, Tschingis Aitmatow, der in Scheker geboren wurde.

## Geographie
Der Rajon grenzt an die Rajons Bakaiata und Manas des Oblus Talas sowie im Süden an den Rajon Tschatkal im Oblus Dschalal-Abad. Im Norden grenzt er an Kasachstan.

## Verwaltungsgliederung
Der Rajon umfasst 23 Dörfer in 10 Landgemeinden:
- Ak-Tschij
- Amanbajew
- Bakajyr
- Bakyjan
- Beischeke
- Karabuura
- Kök-Sai
- Maimak
- Scheker
- Tscholponbai